# 沃尔夫冈·格策
沃尔夫冈·格策（德語：Wolfgang Götze，1937年7月11日—），出生于菲尔斯滕瓦尔德，德国理论物理学家。 他是慕尼黑工业大学的荣誉退休教授。